# Newland (Gloucestershire)
Pour les articles homonymes, voir Newland.
Newland est une paroisse civile et un village du Gloucestershire, en Angleterre.